# Koralowy obóz: Młodzieńcze lato SpongeBoba
Koralowy obóz: Młodzieńcze lato SpongeBoba (ang. Kamp Koral: SpongeBob’s Under Years) – amerykański serial animowany wyprodukowany przez wytwórnie United Plankton Pictures, Inc. oraz Nickelodeon Animation Studio. Jest to spin-off oraz prequel serialu SpongeBob Kanciastoporty i opowiada o perypetiach SpongeBoba na obozie letnim.

## Fabuła
Dziesięcioletni SpongeBob wraz z przyjaciółmi wybiera się na letni obóz do lasu Kelp Forest. Uczestnicy kolonii spędzają wspólnie lato na łowieniu meduz, przesiadywaniu przy ognisku i pływaniu w jeziorze Yuckymuck.

## Obsada
- Tom Kenny – SpongeBob Kanciastoporty[2]
- Bill Fagerbakke – Patryk Rozgwiazda[2]
- Rodger Bumpass – Skalmar Obłynos[2]
- Clancy Brown – Eugeniusz Krab[2]
- Carolyn Lawrence – Sandy Pysia[2]
- Mr. Lawrence – Sheldon J. Plankton[2]
- Mary Jo Catlett – Pani Puff[2]
- Jill Talley - Karen Plankton[2]
- Lori Alan - Perła Krab[2]

## Spis odcinków

### Seria 1 (2021-23)
| Nr | Tytuł                                                 | Tytuł polski                                     | Premiera         | Premiera w Polsce                                           |
| -- | ----------------------------------------------------- | ------------------------------------------------ | ---------------- | ----------------------------------------------------------- |
| 1  | The Jellyfish Kid                                     | Młody łowca meduz                                | 4 marca 2021     | 5 lipca 2021                                                |
| 2  | Sugar Squeeze / Tag, You're It                        | Cukso-niada / Berek!                             | 4 marca 2021     | 5 lipca 2021                                                |
| 3  | Quest for Tire / A Cabin of Curiosities               | Nieboraki i food trucki / Chatka kuriozum        | 4 marca 2021     | 6 lipca 2021                                                |
| 4  | In Search of Camp Noodist / Kitchen Sponge            | Gdzie jest obóz naturystów? / Gąbka w kuchni     | 4 marca 2021     | 7 lipca 2021                                                |
| 5  | The Treasure of Kamp Koral / Camper Gary              | Skarb Koralowego Obozu / Obozowicz Gacuś         | 4 marca 2021     | 8 lipca 2021                                                |
| 6  | Midnight Snack Attack / Hot Pearl-tato                | Atak głodu / Gorący Karto-Perło-fel              | 4 marca 2021     | 9 lipca 2021                                                |
| 7  | What About Meep? / Hard Time Out                      | Którymi-mi? / Odsiadka                           | 22 lipca 2021    | 23 listopada 2021                                           |
| 8  | Pat's a Li'l Sinker / Club SpongeBob                  | Patryk idzie na dno / Obóz Gąbkowy               | 22 lipca 2021    | 24 listopada 2021                                           |
| 9  | Squisery / Game Night                                 | Skalmisery / Gry nocą                            | 22 lipca 2021    | 25 listopada 2021                                           |
| 10 | My Fair Nobby / Gimme a News Break                    | Dystyngowany Smarkatek / Przerwa na newsy        | 22 lipca 2021    | 26 listopada 2021                                           |
| 11 | Wise Kraken / Squatch Swap                            | Światły Kraken / Morstwory                       | 22 lipca 2021    | 29 listopada 2021                                           |
| 12 | The Ho! Ho! Horror! / Outhouse Outrage                | Ho-ho-horror! / Afera ustępowa                   | 22 lipca 2021    | 30 listopada 2021 (Nick)/17 grudnia 2022 (Nicktoons)        |
| 13 | Are You Afraid of the Dork?                           | Czy boisz się ciemnoty?                          | 22 lipca 2021    | 1 grudnia 2021                                              |
| 14 | Help Not Wanted / Camp Spirit                         | Niepotrzebna pomoc / Z duchem!                   | 30 września 2022 | 30 stycznia 2023 (Nicktoons)                                |
| 15 | Hill-Fu / Sun’s Out, Fun’s Out                        | Fuj-fu / W czasie słońca dzieci się trudzą       | 30 września 2022 | 31 stycznia 2023 (Nicktoons)                                |
| 16 | Frist and Last Aid / Night of the Living Stench       | Pierwsza i ostatnia pomoc / Noc żywego smrodu    | 30 września 2022 | 1 lutego 2023 (Nicktoons) (B) 2 lutego 2023 (Nicktoons) (A) |
| 17 | Camp Crossbones / The Jelly Life                      | Obóz pod czarną banderą / Z kamerą wśród meduz   | 30 września 2022 | 3 lutego 2023 (Nicktoons) (A) 6 lutego 2023 (Nicktoons) (B) |
| 18 | Lake Crashers / Boo Light Special                     | Łejbo-demolka / Nawiedzony towar                 | 30 września 2022 | 7 lutego 2023 (Nicktoons) (A) 8 lutego 2023 (Nicktoons) (B) |
| 19 | Painting with Squidward / Kamp Kow                    | Malowanie ze Skalmarem / Krowa obozowa           | 30 września 2022 | 23 lutego 2023                                              |
| 20 | Helter Shelter / Reveille Revolution                  | Schronienie na przeczekanie / Rozkoszna pobudka  | 26 maja 2023     | 12 czerwca 2023 (A) 13 czerwca 2023 (B)                     |
| 21 | Prickly Pests / The Switch Glitch                     | Kłujko-szkoda / Rozumy dwa                       | 26 maja 2023     | 21 maja 2023 (B) 14 czerwca 2023 (A)                        |
| 22 | Are You Smarter Than a Smart Cabin? / Deep Sea Despot | Domek inteligentny / Rządy despoty               | 26 maja 2023     | 15 czerwca 2023 (A) 16 czerwca 2023 (B)                     |
| 23 | Regi-Hilled / The Perfect Camper                      | Alfred – swój chłop / Najlepszy obozowicz        | 26 maja 2023     | 19 czerwca 2023 (A) 20 czerwca 2023 (B)                     |
| 24 | Eye of the Hotdog / Patrick Takes the Cake            | Pełne skupienie, hot-dog / Patryk przejmuje tort | 26 maja 2023     | 21 czerwca 2023 (A) 22 czerwca 2023 (B)                     |
| 25 | Taste of Defeat / Scaredy Squirrel                    | Złojony, stopiony / Bojący dudek                 | 26 maja 2023     | 25 sierpnia 2023                                            |
| 26 | Hats Off to Space / In a Nut’s Shell                  | Czapki w górę / Żarty na bok                     | 26 maja 2023     | 28 sierpnia 2023                                            |